# Chein-Dessus
Chein-Dessus – miejscowość i gmina we Francji, w regionie Oksytania, w departamencie Górna Garonna.
Według danych na rok 1990 gminę zamieszkiwało 200 osób, a gęstość zaludnienia wynosiła 16 osób/km² (wśród 3020 gmin regionu Midi-Pireneje Chein-Dessus plasuje się na 863. miejscu pod względem liczby ludności, natomiast pod względem powierzchni na miejscu 918.).